# يو إس إس ماين (بي بي-10)
يو إس إس ماين (بالإنجليزية: USS Maine (BB-10))‏ ، هي بارجة تابعة للبحرية الأمريكية، أدخلت الخدمة للبحرية الأمريكية بتاريخ 27 يوليو 1901م ، وخرجت من الخدمة بتاريخ 31 أغسطس عام 1909م.

## وصلات خارجية
- Naval Historical Center USS Maine (Battleship # 10, later BB-10), 1902–1922
- MaritimeQuest USS Maine BB-10 Photo Gallery

1. 1 2 3 4 5  مذكور في: Dictionary of American Naval Fighting Ships. لغة العمل أو لغة الاسم: الإنجليزية. المُؤَلِّف: Everett Gordon Bowen-Hassell.
2. ↑  وصلة مرجع: http://www.navweaps.com/Weapons/WNUS_12-40_mk3.php.
3. ↑  وصلة مرجع: http://www.navweaps.com/Weapons/WNUS_6-50_mk8.php.